# Сага о сыновьях Дроплауг
Сага о сыновьях Дроплауг (др.-сканд. Droplaugarsona saga) — одна из исландских родовых саг, записанная в XIII веке. Её действие происходит в Восточной Исландии во второй половине X века. Сага уникальна тем, что она называет своего рассказчика — Торвальда сына Ингъялда, правнука одного из главных героев. Торвальд рассказал сагу примерно в 1135 году.

## Сюжет
Действие саги начинается примерно в 930 году. Знатный исландец Кетиль Гром во время своего путешествия в Норвегию купил рабыню Арнейд, оказавшуюся дочерью ярла Южных островов, и взял её в жёны. Один из внуков Кетиля, Торвальд сын Тидранди, женился на Дроплауг дочери Торгрима. Родившиеся от этого брака Хельги и Грим стали главными героями саги.
Сыновья Дроплауг отличались высоким ростом, большой силой и «превосходили других юношей во всём». Когда Хельги было тринадцать лет, а Гриму двенадцать, братья убили Торгрима, домочадца одного из соседних бондов, за то, что тот распространял дурные слухи про их мать. Отец братьев рано умер, и Дроплауг вышла замуж во второй раз за богатого бонда Халльстейна, который спустя несколько лет был убит собственным рабом. Хельги тут же убил раба, но вскоре распространились слухи, что он, Дроплауг и будущий убийца о чём-то долго разговаривали за день до случившегося (и при убийстве была использована секира Хельги). Самый могущественный человек в округе, Хельги сын Асбьёрна, был врагом Хельги сына Дроплауг, так как последний в прошлом вёл несколько успешных тяжб против него. Поэтому Хельги сын Дроплауг был осуждён на три года изгнания, а поскольку он никуда не уехал, он оказался объявленным вне закона.
Родственница братьев по имени Раннвейг попросила их о помощи: она хотела объявить мужу о разводе. Сыновья Дроплауг приехали на её хутор. Раннвейг в их присутствии объявила о разводе и выбросила всю одежду мужа в выгребную яму. Тот отправился к Хельги сыну Асбьёрна и сообщил ему, что тот может встретить Хельги сына Дроплауг с немногими людьми на его обратном пути домой. Хельги сын Асбьёрна собрал 18 человек и напал на сыновей Дроплауг из засады в Эйвиндовой Долине (998 год). У тех было всего девять бойцов (вместе с ними), и у старшего из братьев был чужой меч, малопригодный для боя: свой он отдал выправить. Тем не менее из числа нападавших в бою погибли пятеро, и все остальные, кроме двоих, были ранены. Хельги сын Дроплауг получил рану в лицо, после этого он взял меч тяжело раненного брата и «бросился с бугра вниз, туда, где сидел Хельги сын Асбьёрна: все отпрянули со склона, и никто не захотел дожидаться Хельги».
В этот момент Эцур, бонд, до этого сохранявший нейтралитет в схватке, поразил Хельги копьём. Эта рана оказалась смертельной. Грима тоже сочли смертельно раненным. Его друзья и родичи насыпали курган, где он якобы и был похоронен, но в действительности он смог выздороветь. Когда слухи об этом распространились, Хельги сын Асбьёрна усилил меры безопасности. Тем не менее спустя год после Битвы в Эйвиндовой Долине Грим смог проникнуть в дом Хельги и убить его. Только после этого Грим засмеялся — впервые после гибели брата.
За это убийство Грим был объявлен вне закона. Некоторое время он скрывался, а потом смог уплыть в Норвегию. Здесь он за деньги вышел на поединок с викингом, убил его, но сам был ранен в ногу. Женщина, позже оказавшаяся наложницей убитого, назвалась лекаркой и перевязала ногу, а потом скрылась. Из-за этой перевязки у Грима началась гангрена, и он умер.
Потомки Грима продолжали жить в Исландии. Его правнук и рассказал сагу спустя примерно 140 лет после смерти прадеда.

## История текста
Полный текст саги сохранился в составе «Мёдрувёлльской книги» — кодекса, относящегося к середине XIV века. Кроме того, существует фрагмент другой редакции саги, включающий конец 3-й главы и всю 4-ю. Выдвигались гипотезы о том, что фрагмент был создан позже и носит следы литературной обработки, но к началу XXI века считается доказанным, что именно фрагмент ближе к протографу. В «Мёдрувелльскую книгу» была включена более поздняя редакция саги, результат сокращения текста. Редактор, по-видимому, старался сделать сагу более занимательной и для этого вычёркивал детали, которые считал лишними, убирал целые эпизоды, сути которых не понимал, переводил прямую речь в косвенную. Из-за этого текст, возможно, стал более изысканным и понятным, но местами превратился в сухой пересказ, а отдельные поступки и реплики персонажей утратили мотивацию.
Точная датировка саги невозможна. Первым рассказчиком в тексте назван Торвальд сын Ингъялда, живший предположительно около 1135 года. Однако он, по-видимому, не записал сагу. Самой поздней датой записи могут считаться 1279—1280 годы, когда Стурла Тордарсон создавал свою редакцию «Книги о заселении Исландии» (судя по совпадениям, во время работы текст «Саги о сыновьях Дроплауг» был у него перед глазами). Предположительно сага была записана в первой трети XIII века, до «Саги о Гуннаре Убийце Тидранди», с которой тоже есть текстуальные параллели.
В составе саги есть шесть дротткветтных вис, которые выглядят как чужеродные дополнения. Учёные полагают, что эти стихотворения появились в ходе литературного редактирования текста.